# Spanish International 2023
Die Spanish International 2023 im Badminton fanden vom 13. bis zum 16. November 2023 in Blanca Dona auf Ibiza statt. Es war die 43. Auflage des Turniers.

## Sieger und Platzierte
| Veranstaltung | Gold                         | Silber                        | Bronze                                   |
| ------------- | ---------------------------- | ----------------------------- | ---------------------------------------- |
| Herreneinzel  | Jakob Houe                   | Nadeem Dalvi                  | Alvaro Leal                              |
| Herreneinzel  | Jakob Houe                   | Nadeem Dalvi                  | Nicolas A. Müller                        |
| Dameneinzel   | Leona Lee                    | Sofie Karmann                 | Clara Lassaux                            |
| Dameneinzel   | Leona Lee                    | Sofie Karmann                 | Frederikke Østergaard                    |
| Herrendoppel  | Rubén García Carlos Piris    | Mads Gadegaard Oliver Geisler | Robin Harper Harry Wakefield             |
| Herrendoppel  | Rubén García Carlos Piris    | Mads Gadegaard Oliver Geisler | Marvin Datko Jarne Schlevoigt            |
| Damendoppel   | Paula Lopez Lucía Rodríguez  | Marie Cesari Lilou Schaffner  | Sofie Karmann Maria Højlund Tommerup     |
| Damendoppel   | Paula Lopez Lucía Rodríguez  | Marie Cesari Lilou Schaffner  | Anouk Nambot Xu Wei                      |
| Mixed         | Rubén García Lucía Rodríguez | Jacobo Fernandez Paula Lopez  | Mads Gadegaard Sofie Røjkjær             |
| Mixed         | Rubén García Lucía Rodríguez | Jacobo Fernandez Paula Lopez  | Jonathan Melgaard Maria Højlund Tommerup |